# Коринфский союз

Македонское царство после смерти Филиппа II. Коринфский союз показан желтым.

Коринфский союз (лига), также иногда называемый эллинским (др.-греч. κοινὸν τῶν Ἑλλήνων), официально — «эллины» (др.-греч. Έλληνες) — союз греческих городов-государств, созданный Филиппом II Македонским после победы над объединённой армией Фив и Афин в сражении при Херонее в течение зимы 338 год до н. э./337 год до н. э. для содействия своим войскам в войне против Персидской империи Ахменидов. Таким образом, Македония официально выступала гегемоном греческого мира. Название «Коринфский союз» дано современными историками, поскольку первый конгресс союза состоялся в Коринфе. Организация стала первым случаем в истории, когда греческие полисы (за исключением Спарты, которая присоединилась только позже по условиям Александра Македонского) объединились в единое политическое образование. 

## Создание союза и его деятельность
Первоначально объединить Грецию против персов призывал царя Филиппа Исократ в 346 г. до н. э. Александр использовал союз, созданный в правление его отца, при планировании своего панэллинского вторжения в Азию. В течение нескольких месяцев после битвы при Херонее Филипп продвигался по Греции, заключая мир с городами, которые выступали против него, и размещая свои гарнизоны.  
В середине 337 г. до н. э. он, по-видимому, разбил лагерь недалеко от Коринфа и начал подготовку созданию союза городов-государств, который гарантировал бы мир в Греции и предоставлял бы Македонии военную помощь против Персии. Всем членам гарантировалась свобода от нападений, свобода навигации и свобода от вмешательства во внутренние дела. Затем совет объявил войну Персии (номинальным поводом было отмщение за разрушение греческих святилищ при Ксерксе I) и проголосовал за Филиппа в качестве стратега (верховного командующего союзного войска) для предстоящей кампании. Поскольку Коринфский конгресс ознаменовал собой поражение демократических сил в полисах материковой Греции и приход к власти поддерживаемых Македонией олигархических группировок, им часто принято заканчивать т. н. классический период истории Древней Греции. 
Главным постановлением конгресса было провозглашение общего мира в каждом отдельном полисе и во всей Элладе в целом. Государственные порядки, существовавшие в странах — участницах договора на момент его заключения, объявлялись незыблемыми. Таким способом Филипп пытался навсегда сохранить власть за своими сторонниками в греческих государствах. Как гласила соответствующая часть официальной присяги, фрагменты текста которой были обнаружены в Афинах:

И я не буду ниспровергать ни царской власти Филиппа и его потомков, ни государственных устройств, существовавших у всех участников, когда они приносили клятвы на верность миру.— цит. по: Фролов, с. 539.
Согласно Псевдо-Демосфену, в договоре было записано, что

члены Союзного совета и лица, поставленные на страже общего дела, должны заботиться о том, чтобы в государствах, участниках мирного договора, не применялись ни казни, ни изгнания, вопреки установленным в этих государствах законам, ни отобрания в казну имуществ, ни передел земли, ни отмена долгов, ни освобождение рабов в целях государственного переворота.— Демосфен, XVII. О договоре с Александром, 15.
Помимо гражданского мира, устанавливался мир политический. Войны между государствами запрещались, а в случае нарушения запрета участники договора должны были совместно выступить против нарушителя.
Между греками и македонским царем заключался военный союз — формально равноправный. Оговаривалась свобода греков от уплаты какой-либо подати и принятия чужих гарнизонов (что выглядело особенно забавным, так как македонские гарнизоны уже стояли в важнейших местах и уходить оттуда не собирались). Участники союза лишь обязывались поставлять в союзное войско свои отряды и корабли, согласно точно установленной квоте. Согласно Юстину, общая численность этих контингентов достигала 200 тыс. пехоты и 15 тыс. всадников.
В качестве высшего политического органа союза создавался синедрион, куда входили представители от отдельных государств, причём размер представительства фактически определялся размером поставляемых в союзную армию контингентов. Македонский царь, не входивший в состав союза, объявлялся его гегемоном, и, несмотря на декларируемое равноправие, именно он был настоящим господином, а остальные греки – лишь его сателлитами.
Решение об уничтожении Фив как нарушителей клятвы (приносимой членами союза именем Зевса, Геи, Гелиоса, Посейдона и всех богов и богинь) было принято советом Коринфского союза подавляющим большинством голосов. Помимо нарушения клятвы, совет постановил, что фиванцы таким образом были окончательно наказаны за предательство греков во время греко-персидских войн. В 331 г. до н. э. после битвы при Мегалополе Спарта обратилась к Александру за условиями, по которым лакедемоняне должны были присоединиться к Коринфскому союзу.  Во время азиатской кампании Антипатр был назначен заместителем гегемона Союза, а Александр лично рекомендовал афинянам взять руководство греками в случае, если с ним что-то случится.  

## Попытки возрождения
Союз был распущен после смерти Александра Македонского и Ламийской войны в 322 г. до н. э. Однако в эллинистический период некоторые правители Македонии из династии Антигонидов возрождали союз, также известный как «Эллинский». Когда Антигон и Деметрий в 302 г. до н. э. попытались воссоздать Эллинский союз Филиппа II с собой в качестве двойных гегемонов, коалиция диадохов (Кассандр, Птолемей I Сотер, Селевк I Никатор и Лисимах) разгромили их в битве при Ипсе в 301 г. до н. э.  
Антигон III Досон в 224 г. до н. э. восстановил «Эллинский союз», который функционировал как симмахия существующих греческих федераций (уже не полисов, а более крупных региональных объединений: Ахейский союз, Эпир, Акарнания, Беотия, Фокида и Локрида) под македонской гегемонией. Положение Македонии как гегемона не давало ей права вмешательства во внутренние дела членов союза. Антигон Досон и Филипп V в отношении греческих государств вели политику, принципиально отличающуюся от политики предшествовавших им царей. Члены союза считались равноправными. Македонские цари отказались от поддержания промакедонских правительств, не насаждали свои гарнизоны в греческих государств. Многие македонские гарнизоны, например, на Эвбее, появились в городах только в ходе военных действий в Союзническую и Первую Македонскую войны. Так, Филипп V отказался от намерения ввести македонский гарнизон в Мессении, так как этому воспротивился Ахейский союз. Более того, несмотря на очевидное военное преимущество Македонии, главенство в союзе во многом было у Ахейского союза.  
Несмотря на успешные действия членов Эллинского союза в Союзническую войну против этолийцев, эта коалиция оказалась непрочным образованием. Македония продолжала рассматриваться греческими государствами как враг даже после того, как коренным образом изменила по отношению к ним свою политику. Поэтому римлянам не составило труда при помощи своей дипломатии оттолкнуть от Македонии всех её союзников на Балканах в ходе Македонских войн. Македония оказалась практически изолированной и потерпела поражение, что в конечном итоге и обусловило переход всего Балканского полуострова под власть Рима. 

## Условия
Главными положениями союза были:
- Государства, вступающие в союз, сохраняли свои внутренние законы.
- Синедрион, или конгресс представителей, должен собираться в Коринфе
- Союз предпринимает действия для предотвращения любых актов агрессии или диверсионной деятельности по отношению к любому из членов союза.
- Союз поддерживает армию, предоставляемую членами союза пропорционально их величине.
- Филипп провозглашается командующим армии союза.

В дополнение к основным положениям союза Филипп поставил македонские гарнизоны в Коринфе, Фивы, Пидне и Амбракии.
Органы управления союза:
- «Синедрион эллинов» — верховный орган власти Эллинского союза
- «Гегемон эллинов» — высшее должностное лицо Эллинского союза